# 최약무패의 신장기룡
《최약무패의 신장기룡》(最弱無敗の神装機竜)은 아카츠키 센리에 의한 일본의 라이트 노벨이다. 일러스트는 카스가 아유무가 담당한다. SB 크리에이티브(구 소프트뱅크 크리에이티브)・GA문고에서 8권까지 간행되었다.
2014년 7월부터는 스퀘어 에닉스의 웹코믹 사이트인 「간간 ONLINE」에서 타다우라 후미(唯浦史) 작화의 만화판의 연재를 개시했다. 2015년 5월에는 TV 애니메이션화가 결정되었고, 2016년 1월부터 같은 해 3월까지 방영되었다.

## 스토리
멸망한 아카디아 제국의 원왕자인 룩스는 어느 날, 사고로 왕립사관학원 여자 기숙사의 목욕탕에 떨어지면서 아티스마타 신왕국의 왕녀인 리즈샤르테를 밀어 넘어뜨리게 된다. 그녀의 분노를 산 룩스는 장갑기룡(装甲機竜)으로의 결투를 하게 된다. 장갑기룡, 그것은 세계에 7개 발견된 유적에서 발굴된 고대 병기, 전설의 용을 본뜬 기계 장갑(裝甲)이다. "무패의 최약"이라 불리는 기룡사인 룩스는 그 결투에서 실력을 보인 것으로, 이번에는 일전해서 리즈샤르테의 마음에 들어, 귀족 자녀만이 다니는 왕립사관학원에 편입하게 된다.

## 간행 목록

### 라이트 노벨
아카츠키 센리(저) / 카스가 아유무(일러스트), 소프트뱅크 크리에이티브〈GA문고〉, 8권 간행
- 『최약무패의 신장기룡』 2013년 8월 12일 초판 발행 (TV 애니메이션화에 따라 “간간 ONLINE”에서 12월 24일 갱신 분부터 통째로 게재 개시) ISBN 978-4-7973-7466-7
- 『최약무패의 신장기룡2』 2013년 11월 15일 초판 발행 ISBN 978-4-7973-7551-0
- 『최약무패의 신장기룡3』 2014년 3월 15일 초판 발행 ISBN 978-4-7973-7613-5
- 『최약무패의 신장기룡4』 2014년 7월 15일 초판 발행 ISBN 978-4-7973-7682-1
- 『최약무패의 신장기룡5』 2014년 12월 15일 초판 발행 ISBN 978-4-7973-7763-7
- 『최약무패의 신장기룡6』 2015년 6월 15일 초판 발행 ISBN 978-4-7973-8320-1
- 『최약무패의 신장기룡7』 2015년 10월 15일 초판 발행 ISBN 978-4-7973-8503-8
- 『최약무패의 신장기룡8』 2016년 1월 15일 초판 발행 ISBN 978-4-7973-8612-7

### 만화
타다우라 후미(唯浦史, 작화)/ 와타나베 이츠키(渡辺樹, 구성), 스퀘어 에닉스〈간간 ONLINE〉, 4권 간행 (2016년 1월 현재)
- 『최약무패의 신장기룡』 2014년 12월 12일 초판 발행 ISBN 978-4-7575-4494-9
- 『최약무패의 신장기룡2』 2015년 6월 12일 초판 발행 ISBN 978-4-7575-4669-1
- 『최약무패의 신장기룡3』 2015년 10월 14일 초판 발행 ISBN 978-4-7575-4756-8
- 『최약무패의 신장기룡4』 2016년 1월 13일 초판 발행 ISBN 978-4-7575-4825-1

## TV 애니메이션
"GA문고 10주년 기념 프로젝트" 애니메이션 제 4탄으로 2016년 1월부터 3월까지 방영되었다.
2015년 12월 20일에는, 같은 GA문고 원작 작품으로 같은 해 10월부터 12월까지 방영된 "낙제 기사의 영웅담"과의 합동 이벤트가 메이지 야스다 생명 홀에서 개최되어, 두 작품의 주요 성우진이 등단해서 토크나 주제가 라이브, 이 작품의 제 1화의 세계 최초 선행 상영이 이루어졌다.

### 주제가
오프닝 테마 「비룡의 기사」(飛竜の騎士)
작사 - 카라사와 미호(唐沢美帆) / 작곡 - 야토키 츠카사(矢鴇つかさ)(Arte Refact) / 편곡 - 사카이 타쿠야(酒井拓也)(Arte Refact) / 노래 - TRUE
엔딩 테마 「라임 트리」(ライムツリー)
노래 - nano.RIPE
제 1화에서는 미사용.

### 각화 리스트
| 화수       | 일본어 부제         | 번역 부제             | 각본                             | 그림 콘티                                    | 연출                                                    | 작화감독 | 원작 |
| ---------- | ------------------- | --------------------- | -------------------------------- | -------------------------------------------- | ------------------------------------------------------- | --- | ---- |
| episode 01 | 朱の戦姫            | 주홍의 전희           | 카키하라 유우코 (柿原優子)       | 안도 마사오미(安藤正臣)                      | 안도 마사오미(安藤正臣)                                 | 쿠로사와 케이코(黒澤桂子) 쿠와바라 나오코(桑原直子) 나리카와 타카시(成川多加志) 모리야마 유우지(もりやまゆうじ) 타키가와 카즈오(滝川和男) (에펙트)                                  | 1권  |
| episode 02 | 最弱の機竜使い      | 최약의 기룡사         | 카키하라 유우코 (柿原優子)       | 허평강 니시카타 야스히토 (西片康人)          | 에조에 히토미 (江副仁美)                                | 히로세 토모히토(廣瀬智仁) 쿠와바라 나오코 이치카와 미호(市川美帆) 호무라 나리(保村成) 야마우치 노리야스(山内則康) 타키가와 카즈오 (에펙트)                                          | 1권  |
| episode 03 | 北の令嬢の 婚約事情 | 북쪽 영애의 혼약 사정 | 카키하라 유우코 (柿原優子)       | 야바나 카오루 (矢花馨)                       | 야바나 카오루 치바 타카유키 (千葉孝幸)                  | 미즈노 타카히로(水野隆宏) 사쿠라이 키노미(桜井木ノ実) 요시다 하지메(吉田肇) 이이즈미 토시오미(飯泉俊臣) 권용상                                                                      | 2권  |
| episode 04 | 第六遺跡 -箱庭-     | 제6유적 -모형 정원-   | 카나스기 히로코 (金杉弘子)       | 오오하라 미노루 (大原実)                     | 스즈키 요시나리 (鈴木芳成)                              | 타즈 나나코(田津奈々子) 츠쿠마 켄토쿠(津熊建徳) 이시다 케이이치(石田啓一) 수몽룡(壽夢龍) 스기우라 히데유키(杉浦英之)                                                                | 2권  |
| episode 05 | 少女の願い          | 소녀의 소원           | 나카니시 야스히로 (中西やすひろ) | 시마즈 유스케 (島津裕介)                     | 나리카와 타카시 (成川多加志) 노마타 노리유키 (野亦則行) | 쿠와바라 나오코(桑原直子) 모리야마 유우지(もりやまゆうじ) 이카와시(伊賀和志) 荻達魚 나리카와 타카시                                                                                 | 2권  |
| episode 06 | 最強の帰還          | 최강의 귀환           | 니시지마 마사야 (西島雅也)       | 마츠바야시 타다히토 (松林唯人)               | 쿠라모토 호타카 (蔵本穂高)                              | 시미즈 카츠히로(清水勝裕) 토야마 요스케(外山陽介) 야마자키 테루히코(山崎輝彦) 후지타 마사유키(藤田正幸) 나카지마 요시코(中島美子) 사이토 카오리(斎藤香織) 히다카 마유미(日高真由美) | -    |
| episode 07 | 少女の真実          | 소녀의 진실           | 카키하라 유우코                  | 오오하라 미노루                              | 카와니시 타이지 (川西泰二)                              | 이치카와 미호 히로세 토모히토 타즈 나나코 쿠리이 시게키(栗井重記) 사이토 카즈야(斉藤和也) 수몽룡                                                                                    | -    |
| episode 08 | 幻神獣の目覚め      | 환신수의 각성         | 카나스기 히로코                  | 이이노 마코토 (飯野まこと)                   | 야마시타 히데미 (山下英美) 카와바타 타카시 (川畑喬)     | 이토 마유카(伊藤麻由加) 츠쿠마 켄토쿠(津熊健徳) 핫토리 노리카즈(服部憲知) 야마우치 노리야스(山内則康) 쿠와바라 나오코(桑原直子) 나리카와 타카시(成川多加志) 아미사키 료우코         | -    |
| episode 09 | 約束                | 약속                  | 나카니시 야스히로                | 오하라 미노루                                | 노마타 노리유키                                         | 모리야마 유우지(森山雄治) 이시다 케이이치 이가이 카즈유키(飯飼一幸) 이치카와 미호                                                                                                   | -    |
| episode 10 | 少女たちの報酬      | 소녀들의 보수         | 나카니시 야스히로                | 아키토시 (あきとし)                          | 스즈키 요시나리                                         | 나리타 타카시(成田多加志) 히로세 토모히토 이치카와 미호 이토 마유카 쿠와바라 나오코 츠쿠마 켄토쿠 타키가와 카즈오 (에펙트)                                                          | -    |
| episode 11 | 帝国の凶刃          | 제국의 흉인           | 카나스기 히로코                  | 마츠바야시 타다히토 시미즈 소라카 (清水空翔) | 쿠리이 시게노리 (栗井重紀)                              | 임채독 박ジョン준 임도ヨン 김ジョン우 카와무라 아키오(河村明夫) 하시모토 마사노리(橋本正則) 쿠리이 시게노리 타키가와 카즈오 (에펙트)                                                | -    |
| episode 12 | 少女の本懐          | 소녀의 본망           | 카키하라 유우코                  | 키노메 유우(木野目優) 안도 마사오미          | 키노메 유우                                             | 쿠와바라 나오코 나리카와 타카시 모리야마 유우지(森山ゆうじ) 이치카와 미호 이토 마유카 히로세 토모히토 타키가와 카즈오 (에펙트)                                                      | -    |

### BD / DVD
| 권 | 발매일          | 수록화         | 규격품번  | 규격품번  |
| 권 | 발매일          | 수록화         | BD        | DVD       |
| -- | --------------- | -------------- | --------- | --------- |
| 1  | 2016년 3월 23일 | 제1화- 제2화   | MFXN-0037 | MFBN-0031 |
| 2  | 2016년 4월 27일 | 제3화- 제4화   | MFXN-0038 | MFBN-0032 |
| 3  | 2016년 5월 25일 | 제5화- 제6화   | MFXN-0039 | MFBN-0033 |
| 4  | 2016년 6월 24일 | 제7화- 제8화   | MFXN-0040 | MFBN-0034 |
| 5  | 2016년 7월 27일 | 제9화- 제10화  | MFXN-0041 | MFBN-0035 |
| 6  | 2016년 8월 24일 | 제11화- 제12화 | MFXN-0042 | MFBN-0036 |

### 웹 라디오
"최약무패의 무선통신 《웹 라디오》"(最弱無敗の無線通信《ウェブラジオ》)의 타이틀로 2016년 1월 8일부터 온센에서 방송되고 있다. 매주 금요일 갱신. 애니메이션 공식 니코니코 채널에서는 같은 해 1월 12일부터 방송 개시, 매주 화요일 갱신이다. 진행자는 타무라 무츠미(룩스 아카디아 역)와 Lynn(리즈샤르테 아티스마타 역).

## 참고 문헌
본고(本稿)의 집필에는 기간(旣刊)의 설명을 참고로 했다.

## 출전
1. ↑  『最弱無敗の神装機竜』TVアニメ化 スタッフ発表 - ORICON STYLE 2015年5月10日
2. ↑  『落第騎士の英雄譚』×『最弱無敗の神装機竜』合同イベントレポ 보관됨 2016-01-10 - 웨이백 머신 - アニメイトTV
3. ↑  “許平康”. Klout. 2016년 2월 2일에 원본 문서에서 보존된 문서. 2016년 1월 26일에 확인함.
4. ↑  “最弱無敗の無線通信《ウェブラジオ》”. 音泉. 2016년 1월 17일에 원본 문서에서 보존된 문서. 2016년 1월 16일에 확인함.